# Mike Horner
Mike Horner, né le 3 février 1955 à Portland (Oregon), est un acteur américain de films pornographiques.

## Biographie
Il commence à jouer dans de petites productions appelées « loops » (petits films, souvent de mauvaise qualité, diffusés en boucle dans les cabines de vidéoclubs) en 1978. Son premier long métrage est Tangerine en 1979.
Au cours de sa carrière, il est apparu dans plus de 1300 films. Il est membre de l'AVN Hall of Fame et du XRCO Hall of Fame.

## Récompenses
- 1987 : AVN Award Meilleur acteur - Film (Best Actor - Film) pour Sexually Altered States
- 1992 : AVN Award Meilleur acteur dans un second rôle - Vidéo (Best Supporting Actor - Video) pour Bite
- 1993 : AVN Award Meilleur acteur - Film (Best Actor - Film) pour The Seduction of Mary
- 1994 : AVN Award Meilleur acteur - Film (Best Actor - Film) pour Justine
- 1994 : AVN Award Meilleure scène de sexe en couple - Film (Best Couple Sex Scene - Film) pour Justine
- 1996 : AVN Award Meilleur acteur - Film (Best Actor - Film) pour Lessons in Love
- 2002 : AVN Award Meilleur acteur - Vidéo (Best Actor - Video) pour Euphoria
- 2002 : AVN Award Meilleur acteur dans un second rôle - Vidéo (Best Supporting Actor - Video) pour Wild Thing
- 2005 : AVN Award Meilleure prestation non sexuelle (Best Non-Sex Performance) pour The Collector

## Filmographie succincte
- Sexually Altered States (1985)
- Bite [dans ton fion ?][réf. souhaitée]
- Taboo 88 (1990)
- The Seduction of Mary
- Justine (1993)
- Lessons in Love
- Euphoria (2000)
- Wild Thing
- The Collector
- Not The Bradys XXX (2007)
- Not Bewitched XXX (2008)
- Who's Nailin' Paylin? (2008)
- Camp Cuddly Pines Powertool Massacre
- Space Nuts
- No Limits
- Eternity
- Rush
- Ka$h